# Héctor Castellón
Héctor Ramón Castellón Fernández (Omoa, Cortés, Honduras; 31 de agosto de 1960) es un exfutbolista y entrenador hondureño que actualmente se encuentra sin equipo. También es ingeniero industrial por la Universidad de Monterrey y máster en antropología por la Universidad Panamericana.
Considerado uno de los estrategas más rigurosos del fútbol hondureño, dentro de su palmarés como entrenador destacan la obtención del Torneo Apertura 2015 con Honduras Progreso, el subcampeonato del Torneo Apertura 2013 con Real Sociedad y la distinción de haber sido considerado el «mejor entrenador de Honduras» en 2015.

## Trayectoria

### Formación
Nació en Muchilena, una aldea perteneciente a la jurisdicción de Omoa, Cortés, lugar donde vivió su infancia y los primeros años de su adolescencia. En 1979, se ganó una beca para estudiar ingeniería industrial en la Universidad de Monterrey, en México, país donde ha radicado por muchos años y donde además realizó toda su formación como director técnico. Ahí, en 1995, se hizo acreedor de una licencia de Director Técnico Profesional tipo "A" de la Concacaf, el más alto grado, a través de la Federación Mexicana de Fútbol (FMF).

### Jugador
A finales de la década de 1970, se mudó a Tegucigalpa para enrolarse en las divisiones menores del Club Deportivo Olimpia, institución con la que debutó profesionalmente a la edad de 17 años, en 1977, mientras aún se encontraba estudiando el bachillerato.
Según medios periodísticos, Castellón era un volante de contención de «fútbol muy aguerrido» e «intenso marcaje». Con Olimpia consiguió ser campeón del fútbol hondureño al año siguiente, en 1978, de la mano del director técnico Carlos Cruz Carranza.
Posteriormente se matriculó en la Universidad Nacional Autónoma de Honduras para estudiar ingeniería civil, con lo cual se le abrió la oportunidad de militar con Club Universidad y, durante un corto tiempo, cedido a préstamo con el Club Atlético Independiente en la Segunda División.

### Entrenador

#### Motagua
En marzo de 1999, ante la salida de Ramón Maradiaga, quedó designado como entrenador del Fútbol Club Motagua. Logró guiar al club capitalino a las semifinales del torneo, donde cayeron derrotados contra Real España, sin embargo, unos meses después, el club azul profundo anunció al mexicano José Treviño como su sucesor en el banquillo motagüense.

#### Victoria
En marzo de 2004, Castellón se convirtió en entrenador del Club Deportivo Victoria. Debutó el 27 de marzo de 2004 en la victoria de 1-0 frente a Universidad. En el Clausura 2004, su primer torneo dirigido, guio al club ceibeño al segundo puesto de la liga hondureña, únicamente por detrás de Olimpia. Con ello, sus dirigidos accedieron a las semifinales del torneo, instancia en la que enfrentó a Marathón. En el primer encuentro, disputado en San Pedro Sula, perdieron por 2-1 y, en el segundo, en La Ceiba, el resultado volvió a ser un 2-1 en contra (global 4-2).
De cara al Apertura 2004, la directiva del club ceibeño confió en su proyecto y decidió extenderle su contrato hasta mayo de 2005. En ese torneo, los dirigidos por Castellón volvieron a alcanzar puestos de clasificación, posicionándose en el cuarto lugar de la tabla de posiciones al cabo de las vueltas regulares. En las semifinales, Victoria se enfrentó al poderoso Olimpia del mexicano Alejandro Domínguez. En el partido de ida, jugado el 24 de noviembre de 2004, perdieron a domicilio por 6-3, mientras que en la vuelta, jugada tres días después, el 27 de noviembre, visitaron al club albo en Tegucigalpa y el resultado fue un estrepitoso 5-0 en contra (global 11-3).

#### Heredia (Guatemala)
En junio de 2012, fue nombrado director técnico del Club Deportivo Heredia de la Liga Nacional de Guatemala. Dirigió su primer partido el 14 de julio de 2012, en una derrota por 3-1 visitando a Deportivo Petapa. El paso de Castellón por el fútbol guatemalteco fue muy breve, solamente dirigió 4 partidos con un balance general de dos victorias y dos derrotas. El 1 de agosto de 2012, la directiva anunció su separación del cargo.

#### Real Sociedad de Tocoa
El 6 de julio de 2013 se anunció su regreso al fútbol hondureño, para convertirse en entrenador del Club Deportivo Real Sociedad, que venía de ser subcampeón nacional. Durante su estadía en el club tocoeño, lo posicionó como el mejor del Apertura 2013, además de liderarlo a la final nacional donde cayeron derrotados en penales contra el Real España del costarricense Hernán Medford. En el Clausura 2014, su segundo torneo al mando, guio a su equipo al segundo escalón de la tabla de posiciones (con 31 puntos), por detrás de Olimpia (32 puntos), pero cayó eliminado en semifinales ante el Marathón.

#### Marathón
El 30 de junio de 2014 firmó contrato con el último subcampeón fútbol hondureño, Club Deportivo Marathón, club que contrató sus servicios tras la partida del uruguayo Manuel Keosseian al Municipal guatemalteco. La prensa deportiva de Honduras calificó su contrato como uno «de los más altos» del fútbol nacional en ese entonces, junto con el del argentino Héctor Vargas con Olimpia y el del costarricense Hernán Medford con Real España, situación poco usual en entrenadores nacionales.
Dirigiendo al cuadro verdolaga, finalizó en la sexta posición del Apertura 2014 con 22 puntos acumulados, pero sin conseguir la clasificación a la liguilla, situación que fue calificada como un «rotundo fracaso» para uno de los clubes más grandes de Honduras y que además comprometió a Castellón con la afición verde, una de las más exigentes del país. Finalmente, el 19 de febrero de 2015, tras el empate de 1-1 contra Platense por la quinta fecha del Clausura 2015, la junta directiva decidió rescindir su contrato tras el bajo rendimiento del equipo.

#### Honduras Progreso (1.ª etapa)
El 15 de marzo de 2015 se anunció su llegada al Club Deportivo Honduras Progreso. Meses después, durante el Apertura 2015, Castellón lideró al club progreseño, con una de las más bajas planillas del fútbol hondureño, a posicionarse como el mejor de ese torneo. En total, logró 36 puntos en la tabla de posiciones y obtuvo una ventaja de cuatro sobre el segundo lugar, Motagua. El 18 de diciembre de 2015, consiguió que Honduras Progreso se consagrara campeón de la Liga Nacional de Honduras por primera vez en su historia, luego de ganar el título en penales ante el Motagua del argentino Diego Vásquez.
Durante la Liga de Campeones de la Concacaf 2016-17, Honduras Progreso quedó ubicado en el Grupo A junto a Pumas de la UNAM y W Connection. El club debutó en campeonatos internacionales el 18 de agosto de 2016 con una derrota de 2-0 ante Pumas en la Ciudad de México. Después, el 25 de agosto de 2016, le tocó visitar a W Connection en Couva y el resultado fue un empate (1-1). En la tercera fecha, disputada el 15 de septiembre de 2016, recibió a Pumas en San Pedro Sula y lo derrotó (2-1), en una histórica noche para el modesto club hondureño. Ese triunfo les mantuvo con serias posibilidades de pelear el primer lugar del grupo con el club mexicano. Así, el 29 se septiembre de 2016, en la siguiente fecha, los dirigidos por Castellón se enfrentaron al W Connection en casa y los vencieron (1-0). De esa forma, Honduras Progreso alcanzó momentáneamente el primer lugar del grupo pero con un partido más. Sin embargo, en la última fecha, Pumas goleó 8-1 al club trinitense y acabó con todas las posibilidades de los dirigidos por Castellón.

#### Vida (1.ª etapa)
El 7 de junio de 2017 fue anunciado como entrenador del Club Deportivo y Social Vida por un año, como relevo de David Fúnez. En el Apertura 2017 ubicó al club rojo en la octava posición con 21 puntos, mientras que en el Clausura 2018 el Vida se posicionó en la séptima ubicación de la tabla de posiciones, nuevamente con 21 puntos. Dirigió al cuadro ceibeño durante 36 juegos, con un balance de 10 triunfos, 12 empates y 14 derrotas.

#### Juticalpa
El 18 de junio de 2018, la junta directiva del Juticalpa Fútbol Club presentó a Castellón como su director técnico por un año, en relevo de Ramón Maradiaga. Su paso por el club olanchano fue corto, pues solamente dirigió durante el Apertura 2018 y no consiguió clasificar al equipo a la liguilla. Además, tuvo un porcentaje de efectividad muy por debajo del promedio que había acostumbrado a conseguir dirigiendo a otros clubes. Finalmente, esa situación obligó a los directivos del club a cesar su contrato en diciembre de 2018.

#### Vida (2.ª etapa)
Durante el Clausura 2019, Castellón volvió a ser contratado por el Club Deportivo y Social Vida, sin embargo, su balance estadístico arrojó números nada prometedores: 11 encuentros disputados, 2 triunfos, 5 empates, 4 derrotas y una efectividad de apenas 33.3%.

#### Platense
El 3 de septiembre de 2019, mediante conferencia de prensa, Edgard Álvarez, director deportivo del Platense Fútbol Club, se encargó de presentar a Castellón como director técnico del club escualo para lo que restaba del Apertura 2019, luego del despido del panameño José Anthony Torres. Los dirigidos por Castellón arrancaron derrotando de forma consecutiva a Olimpia pero, con el paso de las jornadas, el equipo fue desmejorando y Castellón, luego de solamente ocho partidos dirigidos, finalmente decidió presentar su renuncia el 21 de octubre de 2019.

#### Honduras Progreso (2.ª etapa)
El 9 de diciembre de 2019, el Club Deportivo Honduras Progreso anunció su contratación por segunda ocasión. Sin embargo, durante su segunda etapa no logró buenos resultados con el club y el 24 de febrero de 2020 fue despedido de su cargo.

### Seleccionador nacional

#### Prospecto
Entre 2000 y 2001, fue asistente técnico de Ramón Maradiaga en la Selección de fútbol de Honduras durante el proceso eliminatorio rumbo a Corea y Japón 2002. Posteriormente, en 2005, Maradiaga volvió a tomarlo en cuenta como su asistente técnico, en esa ocasión con la Selección de fútbol de Guatemala en el proceso eliminatorio rumbo a Alemania 2006. Durante las dos eliminatorias, ambas selecciones nacionales quedaron eliminadas en la hexagonal final.
En julio de 2018, figuró en un listado de la Federación Nacional Autónoma de Fútbol de Honduras como único hondureño candidato a dirigir la Selección de fútbol de Honduras, luego de que el proceso del colombiano Jorge Luis Pinto se diera por terminado en noviembre del año anterior. En esa lista también aparecían candidatos de renombre como los colombianos Juan Carlos Osorio, Luis Fernando Suárez, Alexis Mendoza; los uruguayos Gustavo Matosas, Jorge Fossati, Fabián Coito; los argentinos Jorge Almirón y Rubén Omar Romano; el costarricense Óscar Ramírez entre otros.
En julio de 2020, la Federación Nicaragüense de Fútbol lo incluyó como candidato para dirigir a la Selección de fútbol de Nicaragua, tras la salida del costarricense Henry Duarte.

## Clubes

### Como jugador
| Club                   | País     | Año       |
| ---------------------- | -------- | --------- |
| Olimpia                | Honduras | 1977-1978 |
| Universidad            | Honduras | 1978      |
| Atlético Independiente | Honduras | 1979      |

### Como entrenador
| Club              | País      | Año       |
| ----------------- | --------- | --------- |
| Motagua           | Honduras  | 1999      |
| Victoria          | Honduras  | 2004-2005 |
| Heredia           | Guatemala | 2012      |
| Real Sociedad     | Honduras  | 2013-2014 |
| Marathón          | Honduras  | 2014-2015 |
| Honduras Progreso | Honduras  | 2015-2017 |
| Vida              | Honduras  | 2017-2018 |
| Juticalpa         | Honduras  | 2018      |
| Vida              | Honduras  | 2019      |
| Platense          | Honduras  | 2019      |
| Honduras Progreso | Honduras  | 2020      |
| Real Sociedad     | Honduras  | 2021      |
| Lobos UPNFM       | Honduras  | 2022-2023 |

## Estadísticas como entrenador

### Torneos nacionales
| Torneo            | País                 | Club              | Liga                       | Partidos | Ganados | Empatados | Perdidos | Puntos | Efect. % |
| ----------------- | -------------------- | ----------------- | -------------------------- | -------- | ------- | --------- | -------- | ------ | -------- |
| Clausura 1999     | Bandera de Honduras  | Motagua           | Liga Nacional de Honduras  | 14       | 6       | 3         | 5        | 21     | 50%      |
| Clausura 2004     | Bandera de Honduras  | Victoria          | Liga Nacional de Honduras  | 9        | 4       | 1         | 4        | 13     | 48.15%   |
| Apertura 2004     | Bandera de Honduras  | Victoria          | Liga Nacional de Honduras  | 20       | 8       | 7         | 5        | 24     | 51.67%   |
| Clausura 2005     | Bandera de Honduras  | Victoria          | Liga Nacional de Honduras  | 17       | 5       | 5         | 7        | 20     | 39.22%   |
| Apertura 2012     | Bandera de Guatemala | Heredia           | Liga Nacional de Guatemala | 4        | 2       | 0         | 2        | 6      | 50%      |
| Apertura 2013     | Bandera de Honduras  | Real Sociedad     | Liga Nacional de Honduras  | 22       | 10      | 6         | 6        | 36     | 54.55%   |
| Clausura 2014     | Bandera de Honduras  | Real Sociedad     | Liga Nacional de Honduras  | 20       | 9       | 5         | 6        | 32     | 53.33%   |
| Apertura 2014     | Bandera de Honduras  | Marathón          | Liga Nacional de Honduras  | 18       | 5       | 7         | 6        | 22     | 40.74%   |
| Clausura 2015     | Bandera de Honduras  | Marathón          | Liga Nacional de Honduras  | 5        | 0       | 3         | 2        | 3      | 20%      |
| Clausura 2015     | Bandera de Honduras  | Honduras Progreso | Liga Nacional de Honduras  | 8        | 3       | 1         | 4        | 10     | 41.67%   |
| Apertura 2015     | Bandera de Honduras  | Honduras Progreso | Liga Nacional de Honduras  | 22       | 12      | 6         | 4        | 42     | 63.64%   |
| Clausura 2016     | Bandera de Honduras  | Honduras Progreso | Liga Nacional de Honduras  | 18       | 3       | 6         | 9        | 15     | 27.78%   |
| Apertura 2016     | Bandera de Honduras  | Honduras Progreso | Liga Nacional de Honduras  | 18       | 7       | 3         | 8        | 24     | 44.44%   |
| Clausura 2017     | Bandera de Honduras  | Honduras Progreso | Liga Nacional de Honduras  | 9        | 3       | 2         | 4        | 11     | 40.74%   |
| Apertura 2017     | Bandera de Honduras  | Vida              | Liga Nacional de Honduras  | 18       | 5       | 6         | 7        | 21     | 38.89%   |
| Clausura 2018     | Bandera de Honduras  | Vida              | Liga Nacional de Honduras  | 18       | 5       | 6         | 7        | 21     | 38.89%   |
| Apertura 2018     | Bandera de Honduras  | Juticalpa         | Liga Nacional de Honduras  | 18       | 3       | 6         | 9        | 15     | 27.78%   |
| Clausura 2019     | Bandera de Honduras  | Vida              | Liga Nacional de Honduras  | 11       | 2       | 5         | 4        | 11     | 33.33%   |
| Apertura 2019     | Bandera de Honduras  | Platense          | Liga Nacional de Honduras  | 8        | 3       | 0         | 5        | 9      | 37.5%    |
| Clausura 2020     | Bandera de Honduras  | Honduras Progreso | Liga Nacional de Honduras  | 9        | 1       | 3         | 5        | 6      | 22.22%   |
| Clausura 2021     | Bandera de Honduras  | Real Sociedad     | Liga Nacional de Honduras  | 7        | 3       | 3         | 1        | 12     | 57.14%   |
| Apertura 2021     | Bandera de Honduras  | Real Sociedad     | Liga Nacional de Honduras  | 12       | 3       | 4         | 5        | 12     | 36.11%   |
| Apertura 2022     | Bandera de Honduras  | Lobos UPNFM       | Liga Nacional de Honduras  | 7        | 1       | 0         | 6        | 3      | 14.29%   |
| Consolidado total | Consolidado total    | Consolidado total | Consolidado total          | 312      | 103     | 88        | 121      | 397    | 42.41%   |

### Copas nacionales
| Torneo            | País                | Club              | Copa              | Partidos | Ganados | Empatados | Perdidos | Puntos | Efect. % |
| ----------------- | ------------------- | ----------------- | ----------------- | -------- | ------- | --------- | -------- | ------ | -------- |
| 2015              | Bandera de Honduras | Marathón          | Copa de Honduras  | 1        | 1       | 0         | 0        | 3      | 100%     |
| 2015              | Bandera de Honduras | Honduras Progreso | Copa de Honduras  | 3        | 1       | 1         | 1        | 4      | 44.44%   |
| 2015-16           | Bandera de Honduras | Honduras Progreso | Copa de Honduras  | 5        | 2       | 2         | 1        | 8      | 53.33%   |
| 2017              | Bandera de Honduras | Honduras Progreso | Copa de Honduras  | 2        | 1       | 1         | 0        | 4      | 66.67%   |
| 2018              | Bandera de Honduras | Juticalpa         | Copa de Honduras  | 3        | 2       | 1         | 0        | 7      | 77.78%   |
| Consolidado total | Consolidado total   | Consolidado total | Consolidado total | 14       | 7       | 5         | 2        | 26     | 61.9%    |

### Torneos internacionales
| Torneo            | País                | Club              | Copa                             | Partidos | Ganados | Empatados | Perdidos | Puntos | Efect. % |
| ----------------- | ------------------- | ----------------- | -------------------------------- | -------- | ------- | --------- | -------- | ------ | -------- |
| 2016-17           | Bandera de Honduras | Honduras Progreso | Liga de Campeones de la Concacaf | 4        | 2       | 1         | 1        | 7      | 58.33%   |
| Consolidado total | Consolidado total   | Consolidado total | Consolidado total                | 4        | 2       | 1         | 1        | 7      | 58.33%   |

## Palmarés

### Como jugador

#### Títulos nacionales
| Título                    | Club    | País     | Año     |
| ------------------------- | ------- | -------- | ------- |
| Liga Nacional de Honduras | Olimpia | Honduras | 1977-78 |

### Como entrenador

#### Títulos nacionales
| Título          | Club              | País     | Año  |
| --------------- | ----------------- | -------- | ---- |
| Torneo Apertura | Honduras Progreso | Honduras | 2015 |

#### Distinciones individuales
| Distinción                                       | Club              | Año  |
| ------------------------------------------------ | ----------------- | ---- |
| Mejor Director Técnico de Honduras (diario Diez) | Honduras Progreso | 2015 |